# Falcuna synesia
Falcuna synesia är en fjärilsart som beskrevs av Gustaaf Hulstaert 1924. Falcuna synesia ingår i släktet Falcuna och familjen juvelvingar. Inga underarter finns listade i Catalogue of Life.